# Don't Butt In (film 1926)
Don't Butt In è un cortometraggio muto del 1926 diretto da Ray Grey. Il film fu sceneggiato e prodotto da Hal Roach.

## Produzione
Il film, che fu prodotto dalla Hal Roach Studios, venne girato nel 1921.

## Distribuzione
Distribuito dalla Pathé Exchange, il film - un cortometraggio in una bobina che aveva ottenuto il copyright nel 1922 - uscì nelle sale cinematografiche USA solo il 17 gennaio 1926.